# Veritas (Verlag)
Koordinaten: 48° 12′ 15,2″ N, 16° 22′ 28,8″ O
Die VERITAS Verlags- und Handelsgesellschaft m.b.H. ist ein österreichischer Schulbuchverlag mit Sitz in Linz. Das Programm umfasst Schulbücher, Lernhilfen, Lernsoftware und ein Online-Lernportal.

## Geschichte
Das Unternehmen wurde 1945 von Karl Gruber gegründet – zunächst als Verlag für religiöse Kleinschriften katholischer Prägung, daher der programmatische Name „VERITAS“ (lateinisch Wahrheit).
1973 startete VERITAS mit seinem Schulbuchprogramm: „Sachunterricht 3“ war das erste Veritas-Buch in der österreichischen Schulbuchaktion. 1982 wurde der Verlag ein Teil der Unternehmensgruppe Oberösterreichischer Landesverlag. Im Jahr 1996 wurde der Verlag aus dem Landesverlag-Konzern wieder ausgegliedert und gehört seitdem zur deutschen Franz Cornelsen Bildungsgruppe.
Von Beginn an beteiligte sich VERITAS auch an anderen Unternehmen: 2006 wurden die Wiener Verlage Oldenbourg und Verlag für Geschichte und Politik übernommen. Seit Februar 2010 betreut Veritas Titel der Marke Duden in der österreichischen Schulbuchaktion.

## Angebotsprogramm
Der Programmschwerpunkt lag zunächst im Bereich der Pflichtschule für viele Fächer und Schultypen an.
Neben dem Schulbuchprogramm bietet VERITAS auch Lernhilfen für den Nachmittag. Die auf den österreichischen Lehrplan abgestimmte Lernhilfenreihe Durchstarten ist für die Fächer Deutsch, Englisch, Mathematik, Französisch, Italienisch, Spanisch und Latein erhältlich.
Seit 2016/17 wurde das Angebot um E-Books der Schulbücher erweitert, die auf der Plattform scook.at bereitgestellt werden. Seit 2019 steht Lehrerinnen und Lehrern auch VERA zur Verfügung, die VERITAS-Assistentin für Schularbeiten, Tests und Arbeitsblätter (vera.veritas.at). Audios und Videos zu den Schulbüchern bietet Veritas in der App Mediathek. Die easy-App zur Englisch-Reihe easy wurde 2020 mit dem Comenius-Gütesiegel ausgezeichnet.

## Unternehmensstruktur
Der Verlag als Tochterunternehmen der Franz Cornelsen Bildungsgruppe beschäftigt rund 130 Mitarbeiter (Stand: Jänner 2025). Der Hauptstandort befindet sich in der Tabakfabrik Linz, Peter-Behrens-Platz 4, 4020 Linz. Zudem verfügt der Verlag auch über einen Standort in Wien.
Das Verlagsprogramm umfasst ca. über 2650 eigene VERITAS-Titel und über 10.500 Titel von Partnerverlagen (Verlag an der Ruhr, Cornelsen, Stabilo Education, Bildungsverlag Lemberger und Oxford University Press ELT). Geleitet wird der Verlag von Petra Stangl.